# Guillaume Gontier de Biran
Pour les articles homonymes, voir Gontier et Biran.
Guillaume Gontier de Biran est un homme politique français né le 18 août 1745 à Bergerac (Dordogne) et mort le 15 juin 1822 dans la même ville.

## Biographie
Les Gontier de Biran sont maires de Bergerac de 1693 à 1723, de 1725 à 1730, de 1738 à 1750 et en 1774.
Il étudie le droit à Bordeaux, puis à Paris en 1766, avant de revenir à Bordeaux où il obtient ses grades de bachelier et de licencié et est reçu avocat. Il hérite de la charge de lieutenant-général au sénéchal de Bergerac de son grand-père Lapoujade. Il est installé le 11 avril 1774 dans les charge et office de conseiller, lieutenant-général et commissaire-examinateur au siège de Bergerac, jusqu'en 1790. Maire de Bergerac de 1779 à 1790. Une de ses passions est l'étude de l'agronomie. Comme nous l'apprend un décret de Lakanal, alors représentant en mission en Dordogne, il a créé un jardin d'histoire naturelle à Bergerac.
Il est élu député du tiers état aux États généraux de 1789. Il signe le serment du Jeu de paume, le 20 juin 1789. Il est député du département de la Dordogne à l'Assemblée nationale constituante jusqu'à sa dissolution le 30 septembre 1791, après l'adoption de la Constitution. Il siège à droite et combat les réformes. Il vote non dans l'affaire d'Avignon au cours de la séance du 4 mai 1791 à l'article de décret : « La ville d'Avignon, le Comtat Venaissin et leurs territoires font partie intégrante de l'Empire français » dans la séance du 4 mai 1791. Il fait partie des signataires de la protestation su 12 septembre 1791 contre les réformes décidées par la Constituante. 
Il émigre en Allemagne le 15 octobre 1791. Ses biens, biens d'émigré, sont devenus biens nationaux, placés sous séquestre et inventoriés. L'inventaire de sa bibliothèque compte plus de 1 583 titres, des cartes. Il fait deux voyages le long du Rhin avec Pierre Lespine. Il séjourne ensuite en Hollande où il s’intéresse à l'horticulture dans le jardin de Mey-W'liet. Il y continue à acheter des livres pour reconstituer partiellement sa bibliothèque qui ont été expédiés à Bergerac le 28 mars 1802. Il affirme à son retour d'émigration que sa bibliothèque comptait plus de 8 000 volumes qui ont été dispersés à partir de 1793, pour partie dans la bibliothèque de Périgueux. Grâce à son cousin Maine de Biran, sous-préfet à Bergerac de 1806 à 1811, il peut récupérer en 1807 ceux restés en dépôt à Bergerac, soit 2 187 volumes.

## Publication
- Guillaume Gontier de Biran, Pierre Lespine, Voyage sur les bords du Rhin fait en 1792 par Guillaume Gontier de Biran et l'abbé Pierre Lespine, préface de Jean Mondot, Les éditions de l'Entre-Deux-Mers, Saint-Quentin-de-Baron, 2015,  (ISBN 978-2-37157-010-8) ; 349p.